# Андре Леруа-Гуран
Андре Леруа-Гуран (фр. André Leroi-Gourhan; нар. 25 серпня 1911 — пом. 19 лютого 1986) — французький археолог, палеонтолог, палеоантрополог і антрополог. Цікавився проблемами доісторичної технології та естетики, а також філософською рефлексією.

## Біографія
Виховувався бабусею і дідусем. У віці 14 років кинув середню школу і став працювати в магазині і бібліотеці. У подальшому він завжди підкреслював, що сам отримував знання і був незалежним від різних шкіл і напрямів. Вступивши до університету в 1931 році Леруа-Гуран отримав ступінь з російської мови. У наступному році — з китайської мови та з гуманітарних наук. У 1945 році захистив дисертацію з етнології. У 1954 р.захистив докторську дисертацію з археології Північної Океанії під керівництвом Марселя Мосса. Починаючи з 1933 р займав різні посади в музеях світу, включаючи Британський музей, Музей людини, музеї Японії. У період окупації Франції, 1940—1944, працював у Музеї Ґіме. У 1944 р направлений в замок Валансе для розбору робіт, евакуйованих з Лувру, включаючи Венеру Мілоську і Ніку Самофракійську. Також брав участь в русі Опору, за що йому згодом вручили Військовий хрест, Медаль Опору і Орден Почесного легіону. У 1956 р змінив Марселя Гріоля в Сорбонні, в 1969—1982 був професором в Колеж де Франс. У 1973 р отримав Золоту медаль Національного центру наукових досліджень.

## Погляди
У книзі «Людина і матерія», L'Homme et la matière (1943), Леруа-Гуран пропонує концепцію «технічних тенденцій», тобто універсальної технічної динаміки, яка існує незалежно від етнічних груп, які, тим не менш, є єдиними формами, через які реалізуються (конкретизуються) ці тенденції. Конкретизацію технічної тенденції в конкретному етносі він називає «технічним фактом».
У книзі «Середовище і технології», Milieu et techniques (1945) він розвиває далі свої погляди в загальну теорію взаємин між технічним (універсальна тенденція) і етнічним (приватна, диференційована конкретизація). На думку Леруа-Гурана, людська група поводиться як живий організм, асимілює своє навколишнє середовище через «завісу об'єктів», тобто технології.

## Теорія еволюції
Найважливішу роль у розумінні Леруа-Гураном людської еволюції грала концепція того, що перехід до ходіння на двох ногах звільнив руки для хапання, обличчя — для міміки й мови, і таким чином, розвиток кори головного мозку, технологій та промови були наслідком прямоходіння. Відмінність людини від тварин, з цієї точки зору, полягає в тому, що знаряддя і технології являють собою третій вид пам'яті (на додаток до генетичної пам'яті, що міститься в ДНК, і індивідуальної пам'яті, закладеної в нервовій системі), а отже, вони являють собою нову форму передчуття нового, або програмування. Антропогенез, за Леруа-Гураном, відповідає техногенезу. Ввів поняття операційного ланцюга. У Радянському Союзі філософія Леруа-Гурана піддавалася офіційній критиці.

## Твори

### Французькою мовою
- L'Homme et la matière (Paris: Albin Michel, 1943).
- Milieu et techniques (Paris: Albin Michel, 1945).
- Le geste et la parole, 2 vols. (Paris: Albin Michel, 1964-65).
- Les religions de la Préhistoire (Paris: PUF, 1964).
- Préhistoire de l'art occidental (Paris: Mazenod, 1965).

### Переклади англійською мовою
- Prehistoric Man (New York: Philosophical Library, 1957).
- Treasures of Prehistoric Art (New York: Harry N. Abrams, 1967).
- The Dawn of European Art: An Introduction to Palaeolithic Cave Painting (Cambridge: Cambridge University Press, 1982).
- Gesture and Speech (Cambridge, Massachusetts & London: MIT Press, 1993).